# Nuckö gymnasium
Nuckö gymnasium (estniska: Noarootsi Gümnaasium) är en internatskola på Nuckö, Estland som invigdes 1 september 1990.
Skolan skapades efter beslut av de lokala myndigheterna, som sökte uppmärksamma det estlandssvenska kulturavet i Aiboland. Elever läser därför svenska som första främmande språk. Tidigare var skolan enbart svenskspråkig och under mellankrigstiden folkhögskola.